# Zespół sawanta
Zespół sawanta (fr. savant, uczony) – rzadko spotykany stan, gdy osoba z zaburzeniami rozwoju jest wybitnie uzdolniona (geniusz), co jest zazwyczaj połączone z doskonałą pamięcią. Zespół sawanta pojawia się w przybliżeniu u co dziesiątej osoby, u której zdiagnozowano zaburzenia ze spektrum autyzmu (co najmniej połowa osób z zespołem sawanta to osoby autystyczne) i u ok. 1/1400–1/2000 osób z niepełnosprawnością intelektualną lub uszkodzeniami mózgu.
Opisano ok. 100 przypadków sawantyzmu. Charakterystyczne cechy większości z nich to IQ w zakresie 40–70. Występuje częściej u mężczyzn – około 4 do 6 przypadków na jeden przypadek kobiety. Mimo że większość przypadków zespołu sawanta ma charakter wrodzony, to może się on ujawnić także jako efekt uszkodzenia lub choroby mózgu lub stosunkowo rzadko u osób, które popadły w różne rodzaje otępienia umysłowego.
Większość zdolności sawantów dotyczy funkcji typowych dla prawej półkuli mózgowej i mają charakter niesymboliczny, artystyczny (np. zdolności plastyczne – malarstwo i rzeźba), wizualny lub motoryczny (np. zręczność manualna lub orientacja przestrzenna). Niektórzy sawanci mają zdolności językowe (choć zdarzają się one wyjątkowo rzadko) – potrafią w krótkim czasie opanować niezwykłą liczbę słów i zagadnień gramatycznych z obcego języka, zwykle bez zrozumienia go (tzw. pamięć bez pojmowania lub określenie nadane przez Downa, tzw. adhezja werbalna). Częściej pojawiają się zdolności muzyczne (najczęściej używanym przez sawantów instrumentem jest fortepian) i rachunkowe (sawant jest w stanie podać w ciągu kilku sekund dzień tygodnia sprzed 4000 lat lub odtworzyć bardzo długi ciąg cyfr). U niektórych sawantów pojawia się zdolność precyzyjnego odmierzania czasu z dokładnością porównywalną do zwykłych zegarów.

## Historia
Po raz pierwszy przypadki sawantyzmu zostały naukowo opisane w 1789 przez Benjamina Rusha, pioniera amerykańskiej psychiatrii, który opisał niezwykłe zdolności Thomasa Fullera. Człowiek ten miał znikomą znajomość matematyki (ograniczoną do prostego liczenia), jednakże zapytany o liczbę sekund, które przeżył przykładowy człowiek w ciągu 70 lat, 17 dni i 12 godzin udzielił w ciągu kilkudziesięciu sekund bezbłędnej odpowiedzi – 2 210 500 800 (uwzględniając w wyliczeniach 17 lat przestępnych).
W 1887 podobne przypadki koegzystencji nieprzeciętnych zdolności i upośledzenia zaczęto opisywać dokładnie w następnych pracach naukowych – John Langdon Down (odkrywca zespołu Downa) opisał 10 przypadków zespołu sawanta. Byli to głównie jego pacjenci ze szpitala psychiatrycznego Earlswood Asylum w Londynie, w którym pełnił funkcję dyrektora przez ponad 30 lat. Także Down był autorem określenia „idiota-sawant” (dosł. uczony głupiec, fr. savant idiot), dzisiaj już nieużywanego i zastąpionego innymi określeniami, opisującego osobnika o ilorazie inteligencji niższym od 25 i jednocześnie dysponującego niezwykłymi zdolnościami umysłowymi.

## Znani sawanci
- Leslie Lemke – chory na porażenie mózgowe, niewidomy i wybitnie uzdolniony muzycznie. Jego zdolności ujawniły się, gdy jako młodzieniec w wieku 16 lat usłyszał w telewizji koncert fortepianowy Piotra Czajkowskiego. Choć nigdy wcześniej nie grał na pianinie, zagrał następnie ten koncert z pamięci od początku do końca. Potrafi zagrać bezbłędnie kilka tysięcy utworów, a także te, które usłyszał po raz pierwszy.
- Kim Peek (zm. grudzień 2009) – mimo ogólnych zaburzeń rozwoju znał na pamięć 12 000 książek[6]. Potrafił wymienić nazwy wszystkich miast, autostrad przechodzących przez każde amerykańskie miasto, miasteczko i okręg – a także wszystkie numery kierunkowe, kody pocztowe oraz przypisane do nich sieci telekomunikacyjne i telewizyjne. Znał historię każdego kraju, każdego władcy, jego daty panowania, małżonka i historię. Na podstawie podanej daty urodzenia, w ciągu kilku sekund obliczał dzień tygodnia, w którym dana osoba skończy 65 lat. Rozpoznawał ze słuchu większość utworów muzycznych, podając jednocześnie datę i miejsce ich powstania oraz datę urodzenia i śmierci kompozytora. Postać Kima Peeka posłużyła w 1988 twórcom filmu Rain Man jako pierwowzór postaci Raymonda Babbita, którą odgrywał Dustin Hoffman.
- Richard Wawro (zm. luty 2006) – osoba z autyzmem, malarz szkocki. Tworzył niezwykłe poetyckie i odznaczające się niezwykłą precyzją dzieła malarskie. Jego obrazy trafiły m.in. do kolekcji Margaret Thatcher i Jana Pawła II. Wystawiał swoje prace w największych galeriach na całym świecie.
- Stephen Wiltshire – doskonała pamięć ejdetyczna pozwala mu szkicować detale architektoniczne miast i panoram z pamięci.
- Alonzo Clemons – niepełnosprawny i cierpiący na zaburzenia rozwojowe rzeźbiarz amerykański, w ciągu 20 minut potrafi uformować z wosku wierną podobiznę każdego zwierzęcia, które widział przez kilka lub kilkanaście sekund. Rzeźby Clemonsa są niezwykle realistyczne, ukazują każdy szczegół anatomiczny i doskonałe proporcje. Jego prace są wystawiane w galeriach sztuki w Kalifornii i całym USA.
- Daniel Tammet – wykazuje objawy zespołu Aspergera, jest synestetykiem. Potrafi dokonywać w pamięci skomplikowanych obliczeń oraz wymienić 22 514 cyfr po przecinku w liczbie pi. Dzięki genialnej pamięci wzrokowej bardzo szybko uczy się języków obcych – zna angielski, niemiecki, hiszpański, esperanto, francuski, fiński, litewski, rumuński, estoński, walijski i islandzki (na opanowanie tego ostatniego wystarczyły mu cztery dni spędzone w Reykjavíku). Stworzył też własny język, który nazwał mänti (z fińskiego „sosna”). Wydał autobiografię[7].
- Temple Grandin – amerykańska profesor na Colorado State University, doktor zootechniki; jako wysokofunkcjonująca osoba z autyzmem jest zaangażowana w popularyzację wiedzy o tym zaburzeniu[8], autorka kilku bestsellerów.

Profile wielu znanych sawantów zamieszczono m.in. na stronie internetowej The Treffert Center, Wisconsin Medical Society (zob. Darold Treffert).

## Współczesna nauka
Hipotezy dotyczące sawantyzmu formułowane przez naukowców sugerują przyczynę upośledzenia jako uszkodzenia lewej półkuli mózgu i dominujących w niej procesów pobudzające prawą do zwiększenia aktywności w celu kompensacji utraconych funkcji – wtedy dochodzi do ekspresji niezwykłych zdolności sawantów. Potwierdziły to badania pneumoencefalograficzne mózgu (nieużywana współcześnie technika obrazowania, polegająca na wstrzyknięciu do płynu mózgowo-rdzeniowego powietrza, a następnie wykonania serii zdjęć rentgenowskich) z 1975.
W 1980 zaobserwowano powstawanie zdolności typowych dla sawantów u osób po wypadkach skutkujących uszkodzeniem lewej półkuli mózgowej (badania T. L. Brinka, psychologa z Crafton Hills College w Kalifornii). Także kolejne badania z lat 80. dotyczące zbiorowości 34 tys. osób dotkniętych autyzmem wykazały zwiększoną aktywność prawej półkuli.
W 1998 stwierdzono pojawianie się cech sawantyzmu u osób dotkniętych otępieniem czołowo-skroniowym (ang. FTD, fronotemporal dementia), potwierdzone przez badania obrazowe z użyciem tomografii emisyjnej pojedynczego fotonu (ang. SPECT, single photon emission computed tomography), które wykazały zwiększony przepływ krwi w prawej półkuli mózgowej sawantów i uszkodzenia lewej półkuli (przeprowadził je Bruce L. Miller z Uniwersytetu Kalifornijskiego w San Francisco). Dalsze badania z użyciem metody SPECT wykazały także zwiększoną aktywność tzw. kory nowej w prawej półkuli i upośledzenie tzw. przedniego płata skroniowego w lewej półkuli.
W latach 90. wykonywano eksperymenty nad sztucznym wywoływaniem zdolności typowych dla sawantów pod wpływem pola magnetycznego. W doświadczeniach przeprowadzonych m.in. na Uniwersytecie Flindersa w Adelaide zastosowano metodę tzw. przezczaszkowej powtarzalnej stymulacji magnetycznej (ang. RTMS, repetitive transcranial magnetic stimulation), którą wypróbowano na 17 osobach (8 mężczyznach i 9 kobietach). W efekcie u dwójki z nich zaobserwowano pojawienie się cech, jak np. zdolności artystyczne, szybkiego liczenia czy zapamiętywania – jednak po kilku godzinach od zakończenia stymulacji ulegały one zanikowi. Taki efekt może być powiązany w jakiś sposób z neurogenezą w hipokampie.

## Odniesienia w kulturze
Filmy poruszające temat sawantyzmu:
- Rain Man (reż. Barry Levinson) – historia sawanta, zainspirowana przypadkiem Kima Peeka[11].
- Dziewczyna z szafy (reż. Bodo Kox) – historia braci Jacka i Tomka oraz tytułowej dziewczyny. Każdy z nich jest na swój sposób samotny i wyalienowany. Na zespół sawanta cierpi Tomek.
- Kod Merkury (reż. Harold Becker) – postać Simona Lyncha.
- Cube (reż. Vincenzo Natali) – postać Kazana.

Powieści poruszające temat sawantyzmu:
- Forrest Gump – w przeciwieństwie do adaptacji filmowej, w powieści główny bohater określony jest wyraźnie jako sawant[12].

Seriale poruszające temat sawantyzmu:
- Dr House – postać Patricka Obyedkova (sezon 3, odcinek 15 „Półgłówek”)
- The Good Doctor – postać Shauna Murphy’ego.
- Co nas nie zabije – postać Augusta Baldera.